# Royal Union Tubize-Braine
Royal Union Tubize-Braine es un club de fútbol belga de las localidades de Tubize en la provincia de Brabante Valón y 's-Gravenbrakel en la provincia de Hainaut. Este club con matrícula 5632 tiene como colores el amarillo y el blanco y juega en el Stade Leburton de Tubize. El club fue creado en 1990 a partir de la fusión de dos clubes del municipio, y en diecinueve años logró ascender de la tercera provincial a la Segunda División, seis niveles superiores.
En la actualidad compite en la División Nacional 1.

## Historia
El club Cercle Sportif Tubizien ya había sido fundado en Tubize después de la Primera Guerra Mundial. Este club se había unido a la Asociación de Fútbol en 1922, pero renunció en 1925. En diciembre de ese año, se restableció el club, nuevamente bajo el nombre de Cercle Sportif Tubizien. Se reincorporaron a la Asociación de Fútbol en febrero de 1926, y cuando se introdujeron los números de matrícula más tarde ese año, se asignó el número 622. En 1926, también se fundó otro club en Tubize, a saber, Cercle Sportif Espérance Tubize, que también se unió a la asociación de fútbol y poco después se le asignó el número 768. Después de la Segunda Guerra Mundial, en 1946, este club cambió su nombre a Fútbol Club Tubize. Sin embargo, ese club se retiró en 1950 y presentó su renuncia al sindicato. Sin embargo, en 1953 se restableció el club. Bajo el nombre de Club Sportif Espérance Tubize se unieron ese año a la Asociación de Fútbol con el número de matrícula 5632. Ambos clubes jugaban en la serie provincial.
Ambos clubes, Club Sportif Espérance Tubize y Cercle Sportif Tubizien finalmente se fusionaron en 1967, llamándose Football Club Tubize. FC Tubize continuó jugando con el n.º 5632 del Club Sportif Espérence, se suprime definitivamente el número 622 del Cercle Sportif.
En 1974 se fundó un nuevo club en Tubize, Amis Réunis Tubize. Este club también se unió a la Asociación de Fútbol dos años después y recibió el número de matrícula 8424.
En 1989, ambos clubes jugaron en la Tercera Provincial. FC Tubize se proclamó campeón y ascendió a Segunda Provincial; les Amis Réunis terminó último y cayó a Cuarta Provincial. En 1990 , los dos clubes se fusionaron para formar Association Football Clubs Tubize. El club fusionado continuó jugando con el número 5632 del FC Tubize en Segunda Provincial.
Después de dos temporadas, el club fusionado también se proclamó campeón, y pudo unirse a la élite provincial en 1992. El equipo continuó con este impulso y se convirtió en campeón en 1993, con el ascenso a la serie nacional como resultado.
Dos temporadas más tarde, en 1995, participó por primera vez en una final de Cuarta División nacional, pero no ascendió. El año siguiente fue un éxito y se consiguió el ascenso a Tercera División. En seis años, Tubize ascendió de Tercera Provincial a Tercera Nacional.
Sin embargo, esa primera temporada en la Tercera división, AFC Tubize quedó penúltimo y volvió a caer a Cuarta. Las siguientes dos temporadas, Tubize quedó en segundo lugar cada vez y pudo jugar la ronda final cada vez; en su segundo intento en 1999, forzó su regreso a Tercera División.
Después de cuatro temporadas, el equipo también se proclamó campeón, por lo que el AFC Tubize fue el primer club del Brabante Valón en ascender a Segunda División en 2003. La primera temporada, el equipo terminó cuarto e incluso jugó la ronda final, donde se perdió por poco el ascenso a la máxima división. La temporada siguiente, AFC Tubize contrató a Enzo Scifo como director técnico. En parte debido a su presencia, el club allanó el camino hacia la modernización. El Leburton Stadium fue renovado y consiguió dos gradas nuevas, de modo que la infraestructura coincidiera con la de una segunda división en toda regla. La capacidad se incrementó a 7000 asientos. En diciembre de 2004, AFC Tubize despidió a su entrenador Partrick Wachel. Enzo Scifo inicialmente lo sucedió como entrenador interino y finalmente terminó la temporada. En la temporada 2005-2006, Scifo dejó el cargo de entrenador, pero permaneció un tiempo en activo en el club como director técnico. Le sucedió el entrenador asistente André Laus. En la temporada 2007/08 Tubize luchó por el título durante mucho tiempo, pero finalmente tuvo que retirarse al final de la temporada a expensas de KV Kortrijk. En la ronda final, sin embargo, Tubize también demostró ser el más fuerte y, después de cinco victorias seguidas, se aseguraron el ascenso allí después de cinco días de juego. Por primera vez en la historia del club, ascendió a Primera División de la mano del técnico Philippe Saint-Jean. Albert Cartier (ex La Louvière & Mons) se convirtió en el nuevo entrenador después de que Saint-Jean se fuera a entrenar a Mons. Después de una temporada, Tubize volvió a descender a Segunda División .
En el verano de 2014, AFC Tubize concluyó un acuerdo de cooperación con la empresa surcoreana Sportizen. Sin embargo, esta asociación no pudo evitar que Tubize fuera retenido para el fútbol profesional. Después de que pudieron lograr la retención con un quinto lugar a través de los play-downs en la temporada 2016/2017, eso ya no fue posible en la temporada siguiente. Sin embargo, debido a la quiebra del Lierse SK , aún podría permanecer en Primera División B. La temporada siguiente, los rojiamarillos volvieron a acabar últimos y descendieron a Primera División amateur.
La asociación de fútbol había estado en dificultades financieras durante algún tiempo, por lo que la bancarrota flotaba en el aire. Ya ha habido votos para fusionar el club con RUS Rebecquoise, que juega en la segunda clase amateur. Finalmente, AFC Tubize se fusionó con Stade Brainois de 's-Gravenbrakel en marzo de 2021. El nuevo club de fusión juega bajo el nombre de Royal Union Tubize-Braine. Se mantuvo el número de matrícula de AFC Tubize.

## Resultados
| Temporada                      | Nivel | Nivel | Nivel | Nivel | Nivel | Nivel | Nivel | Nivel | Denominación        | Puntos | Observaciones |
|                                | I     | I     | II    | III   | IV    | P.I   | P.II  | P.III |                     |        | |
| ------------------------------ | ----- | ----- | ----- | ----- | ----- | ----- | ----- | ----- | ------------------- | ------ | --- |
| como FC Tubize                 |       |       |       |       |       |       |       |       |                     |        | |
| 1989/90                        |       |       |       |       |       |       |       | 1     | Tercera Provincial  | 49     | |
| como AFC Tubize                |       |       |       |       |       |       |       |       |                     |        | |
| 1990/91                        |       |       |       |       |       |       | 5     |       | Segunda Provincial  | 35     | |
| 1991/92                        |       |       |       |       |       |       | 1     |       | Segunda Provincial  | 48     | |
| 1992/93                        |       |       |       |       |       | 1     |       |       | Primera Provincial  | 44     | |
| 1993/94                        |       |       |       |       | 6     |       |       |       | Cuarta D            | 32     | |
| 1994/95                        |       |       |       |       | 5     |       |       |       | Cuarta B            | 34     | derrota en la ronda final contra KVK Tienen |
| 1995/96                        |       |       |       |       | 2     |       |       |       | Cuarta D            | 53     | ganó en la ronda final contra Beringen FC, Wellense SK, pero perdió en la final contra KVK Tienen. Luego promoción. |
| 1996/97                        |       |       |       | 15    |       |       |       |       | Tercera A           | 29     | |
| 1997/98                        |       |       |       |       | 2     |       |       |       | Cuarta A            | 53     | victoria en la ronda final contra RA Marchiennoise des Sports, pero derrota en la segunda ronda contra Sprimont Sportive |
| 1998/99                        |       |       |       |       | 2     |       |       |       | Cuarta D            | 65     | ganó en la ronda final contra Wezel Sport FC, Zwarte Devils Oud-Heverlee, pero perdió en la final contra RRC Tournaisien. Sin embargo, después de esa victoria en el tercer puesto de los play-offs contra el KSK Maldegem. |
| 1999/00                        |       |       |       | 6     |       |       |       |       | Tercera B           | 42     | |
| 2000/01                        |       |       |       | 8     |       |       |       |       | Tercera B           | 40     | |
| 2001/02                        |       |       |       | 4     |       |       |       |       | Tercera B           | 49     | |
| 2002/03                        |       |       |       | 1     |       |       |       |       | Tercera B           | 64     | |
| 2003/04                        |       |       | 4     |       |       |       |       |       | Segunda División    | 58     | cuarto en play-off con 8 puntos |
| 2004/05                        |       |       | 6     |       |       |       |       |       | Segunda División    | 48     | |
| 2005/06                        |       |       | 12    |       |       |       |       |       | Segunda División    | 38     | |
| 2006/07                        |       |       | 9     |       |       |       |       |       | Segunda División    | 46     | |
| 2007/08                        |       |       | 2     |       |       |       |       |       | Segunda División    | 66     | gana play-off con 18 puntos |
| 2008/09                        | 17    | 17    |       |       |       |       |       |       | Primera División    | 27     | |
| 2009/10                        |       |       | 15    |       |       |       |       |       | Segunda División    | 42     | |
| 2010/11                        |       |       | 8     |       |       |       |       |       | Segunda División    | 47     | |
| 2011/12                        |       |       | 12    |       |       |       |       |       | Segunda División    | 41     | |
| 2012/13                        |       |       | 9     |       |       |       |       |       | Segunda División    | 46     | |
| 2013/14                        |       |       | 6     |       |       |       |       |       | Segunda División    | 54     | |
| 2014/15                        |       |       | 8     |       |       |       |       |       | Segunda División    | 50     | |
| 2015/16                        |       |       | 4     |       |       |       |       |       | Segunda División    | 57     | |
|                                | 1A    | 1B    | 1Am   | 2Am   | 3Am   | P.I   | P.II  | P.III |                     |        | desde 2016-17 hay 2 niveles nacionales y 3 regionales |
| 2016/17                        |       | 5     |       |       |       |       |       |       | Segunda División    | 34     | salvado via play-off |
| 2017/18                        |       | 8     |       |       |       |       |       |       | Segunda División    | 23     | Tubize pierde el play-off 5 puntos detrás de Union, pero se salva debido a la bancarrota de Lierse SK |
| 2018/19                        |       | 8     |       |       |       |       |       |       | Segunda División    | 23     | Último en play-off y descenso a Primera División Amateur |
| 2019/20                        |       |       | 15    |       |       |       |       |       | División Nacional 1 | 23     | La temporada terminó antes de tiempo debido al Covid-19 |
| 2020/21                        |       |       |       |       |       |       |       |       | División 2          |        | Temporada suspendida tras 4 jornadas por Covid-19 |
| como Royal Union Tubize-Braine |       |       |       |       |       |       |       |       |                     |        | |
| 2021/22                        |       |       |       | 4     |       |       |       |       | División 2          | 52     | |
| 2022/23                        |       |       |       | 3     |       |       |       |       | División 2          | 61     | |
| 2023/24                        |       |       |       | 3     |       |       |       |       | División 2          | 66     | |
| 2024/25                        |       |       | 3     |       |       |       |       |       | División Nacional 1 | 45     | |

## Palmarés

### Torneos nacionales
- Subcampeón de la Segunda División de Bélgica (1): 2008.